# ゾフィー・ドロテア・フォン・ブラウンシュヴァイク＝リューネブルク
ゾフィー・ドロテア・フォン・ブラウンシュヴァイク＝リューネブルク（ドイツ語: Sophie Dorothea von Braunschweig-Lüneburg, 1666年9月15日 - 1726年11月13日）は、ハノーファー侯子ゲオルク・ルートヴィヒ、後のハノーファー選帝侯兼イギリス王ジョージ1世の妻。
ただし、夫が選帝侯位および王位を継承する以前に離縁され、32年間幽閉された。子を通じ、イギリス王室（ハノーヴァー朝）およびプロイセン王室（ホーエンツォレルン家）にその子孫がいる。

## 名前について
実家のリューネブルク侯領に基づき、ゾフィー・ドロテア・フォン・ツェレ（Sophie Dorothea von Celle）とも呼ばれる。英語表記ではソフィア・ドロテア・オブ・ツェレ（Sophia Dorothea of Celle）となる。また長く幽閉されたアールデン城にちなみ、「アールデンの公女」（Prinzessin von Ahlden）としても知られる。なお、日本語の書籍では「ゾフィア・ドロテア」と表記される場合もある。

## 家系
父はリューネブルク侯ゲオルク・ヴィルヘルム、母はエレオノール・ドルブリューズ。
祖父のカレンベルク侯ゲオルクには4男があり、1641年に長男クリスティアン・ルートヴィヒがカレンベルク侯領を相続したが、1648年のリューネブルク侯領継承でカレンベルク侯領を次男ゲオルク・ヴィルヘルムへ譲った。クリスティアン・ルートヴィヒが1665年に死亡するとリューネブルク侯領はゲオルク・ヴィルヘルムに渡ったが、彼はカレンベルク侯領を三男ヨハン・フリードリヒへ譲り（ヨハン・フリードリヒはカトリックを信仰したため不適格となったとも）、1679年のヨハン・フリードリヒの死後は四男エルンスト・アウグストがカレンベルク侯領を継承した。やがて1692年にエルンスト・アウグストは選帝侯位を獲得しハノーファー選帝侯となる。
ゲオルク・ヴィルヘルムはプファルツ選帝侯フリードリヒ5世の娘ゾフィーと婚約していたが、彼女が天然痘により容色を失ったことなどにより婚約を破棄した後、1665年にフランス人の愛妾エレオノール・ドルブリューズと貴賤結婚した。
選帝侯女ゾフィーはその後1658年にエルンスト・アウグストと結婚し、ゲオルク・ルートヴィヒらを産んだ。ゾフィ―はイングランド王ジェームズ1世の孫娘であり、メアリー2世夫妻とアン女王には嫡子がなく、イギリスの王位継承権はゾフィーの子孫に限られていた（イギリス王位継承順位）。

## 生涯

1691年、子供たちと

1666年9月15日、リューネブルク侯ゲオルク・ヴィルヘルムと愛妾エレオノールとの間に誕生。1676年にゲオルク・ヴィルヘルムは神聖ローマ皇帝レオポルト1世の承認を得て、エレオノールをヴィルヘルムスブルク伯爵として正式に結婚し、ゾフィー・ドロテアも嫡出子となる。9歳で同族のブラウンシュヴァイク＝ヴォルフェンビュッテル侯アントン・ウルリヒの長男アウグスト・フリードリヒの婚約が決まったが、1676年に仏蘭戦争でアウグスト・フリードリヒが戦死したため婚約は解消になった。
1682年9月15日、ゾフィー・ドロテアは16歳の誕生日に従兄ゲオルク・ルートヴィヒ公子との婚約を知る。11月21日に結婚した。
本人にとって気の進まない結婚だった上に、過去のいきさつから姑ゾフィーとの折り合いも良くなかった。さらに、夫ゲオルク・ルートヴィヒも美貌で名高かった妻に関心を持たず、ゲオルク・アウグスト（後のジョージ2世）とゾフィー・ドロテアが生まれた後は、愛人を作って妻を気にかけなくなった。ゲオルクの愛人たち、ゾフィー・ドロテアの侍女プラーテン伯爵夫人の妹であるカタリーナ、エーレンガルト・メルジーネ・フォン・デア・シューレンブルクが不美人であったことは、大変な屈辱を与えたとされる。
そのためゾフィー・ドロテアは、ケーニヒスマルク伯フィリップと愛人関係になっていったが、ほどなく夫に知られ、1694年7月1日を最後にフィリップは「失踪」。ゾフィー・ドロテアはゲオルクへの従属を拒否して離婚を求めた。その結果、「離婚手続きが済むまでの間」アールデン城に幽閉された。実母エレオノーレ以外との面会は許されなかった。結局、ゾフィー・ドロテアは1726年に死去するまで32年もの間、アールデン城に幽閉され続けた。
息子ジョージ2世は美しい母の思い出の品を全て没収され、こうした状況から父を激しく憎悪することとなる。このことはジョージ1世の戴冠式にも尾を引いた。またプロイセン王妃となった同名の娘は、母の侍女をプロイセンに呼び、母に対する忠誠に報いた。

## 子女
- ゲオルク・アウグスト（1683年 - 1760年） - イギリス王ジョージ2世
- ゾフィー・ドロテア（1687年 - 1757年） - プロイセン王フリードリヒ・ヴィルヘルム1世妃